# Calavérite
La calavérite est une espèce minérale composée de tellurure d'or de formule AuTe2. Elle peut contenir des traces d'argent. C'est le plus commun des minerais d'or après l'or natif lui-même. Elle fait partie du groupe de la krennerite qui est son dimorphe.

## Inventeur et étymologie
Décrit par Genth en 1861, le nom dérive de la localité type  comté de Calaveras en Californie où elle fut découverte (Melones Mine).

## Topotype
Comté de Calaveras en Californie États-Unis.

## Cristallographie

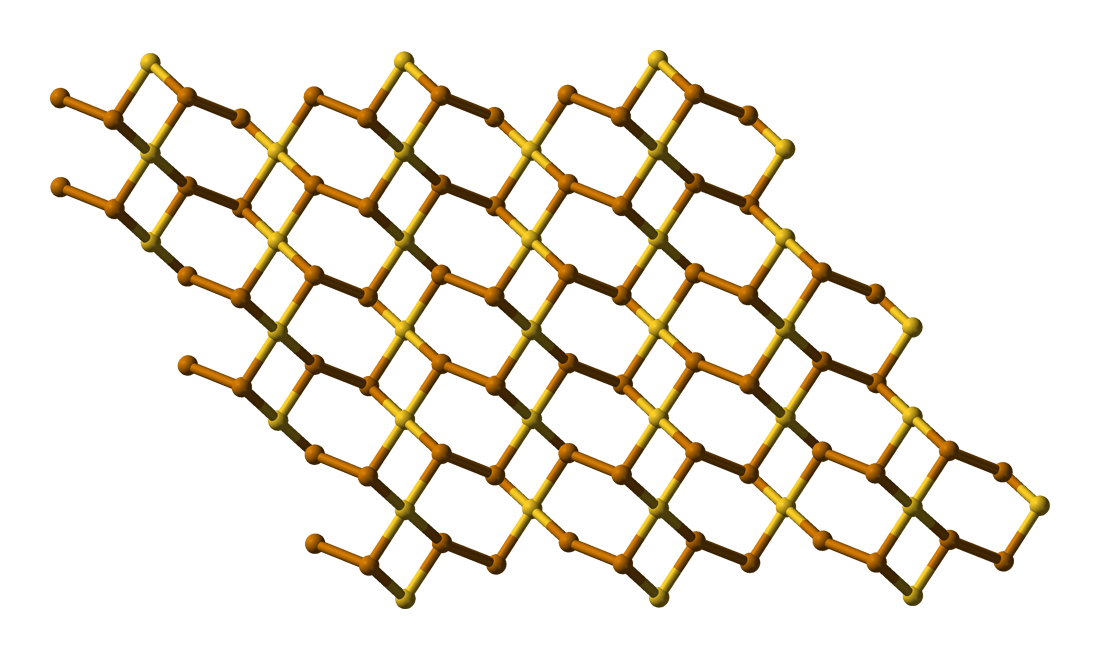
Structure de la calavérite

- Paramètres de la maille conventionnelle : a = 8.76, b = 4.41, c = 10.15, Z = 4 ; bêta = 125.2°, V = 320.41
- Densité calculée = 9,37

## Gîtologie
Il s'agit d'un minéral primaire des gîtes hydrothermaux de basse température à tellure, or et argent.

## Utilité
Minéral exploité comme minerai d’or.

## Minéraux associés
Altaïte, hessite, krennerite, nagyagite, or natif, petzite, quartz, sylvanite.

## Gisements
Aux États-Unis, on le retrouve dans le Colorado et en Californie. On le retrouve également en Roumanie à Sacarimb et en Australie.